# Lynda Cornet
Lynda Cornet, född den 26 januari 1962 i Leiden i Nederländerna, är en nederländsk roddare.
Hon tog OS-brons i åtta med styrman i samband med de olympiska roddtävlingarna 1984 i Los Angeles.